# Vladimir Viktorovič Nemoljaev
Vladimir Viktorovič Nemoljaev (Mosca, 29 luglio 1902 – Mosca, 21 maggio 1987) è stato un regista cinematografico sovietico.

## Filmografia (parziale)

### Regista
- Doktor Ajbolit (1938)[1]
- Sčastlivyj rejs (1949)
- Morskoj ochotnik (1954)